# Nickelfosfuro
Il nickelfosfuro è un minerale composto da nichel e fosforo descritto nel 1999 in base a un ritrovamento avvenuto nel meteorite ferroso trovato a Butler in Missouri. Il nome deriva dalla sua composizione chimica.

## Morfologia
Il nickelfosfuro è stata scoperta sotto forma di granuli idiomorfi isometrici di dimensione fino a 30 μm e in inclusioni allungate xenomorfe lunghe fino a 200 µm.

## Origine e giacitura
Il nickelfosfuro è stata trovata in vari meteoriti ferrosi, in una condrite carbonacea e in una atassite in associazione con barringerite, carlsbergite, camacite, schreibersite e taenite.